# フランク・アイイアロ

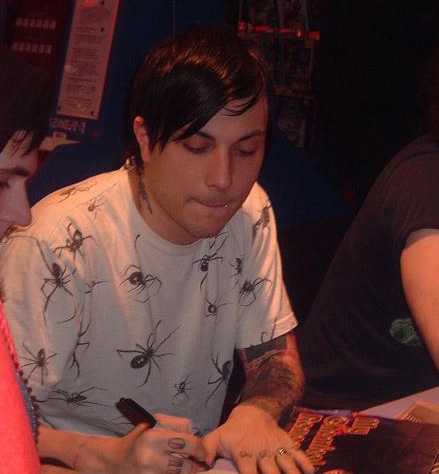

フランク・アイイアロ（Frank Iero、1981年10月31日 - ）はアメリカ合衆国ニュージャージー州出身のロックバンド、マイ・ケミカル・ロマンス（My Chemical Romance）のメンバーで、リズムギターを担当している。

## 人物
1981年10月31日、ニュージャージー州ベルビルに生まれ、本名はフランク・アンソニー・トーマス・アイイアロJr.という。しかし、フランク・アイイアロとしての方がよく知られている。2008年に結婚し、左胸にフィアンセの名前を彫っている。彼はまた、高校時代、不幸にも気管支炎や耳の感染症、足の指の骨折等で、非常に苦しんだ。
また、彼はマイ・ケミカル・ロマンス以外のバンドでも精力的に活動しており、中でもLeather Mouthというインディーズバンドではボーカルもしている。
2022年11月、フランク（ギター）、トラヴィス・スティーヴァー（ギター、コヒード・アンド・カンブリア（英語版））、アンソニー・グリーン（ボーカル、サーカ・サバイブ）、ティム・ペイン（ベース、サーズデイ）、タッカー・ルール（ドラム、サーズデイ）の5名によりバンド「L.S. DUNES（英語版）」を結成し、デビューアルバム『パスト・ライヴス (Past Lives)』を発表した。